# Bülent Ecevit

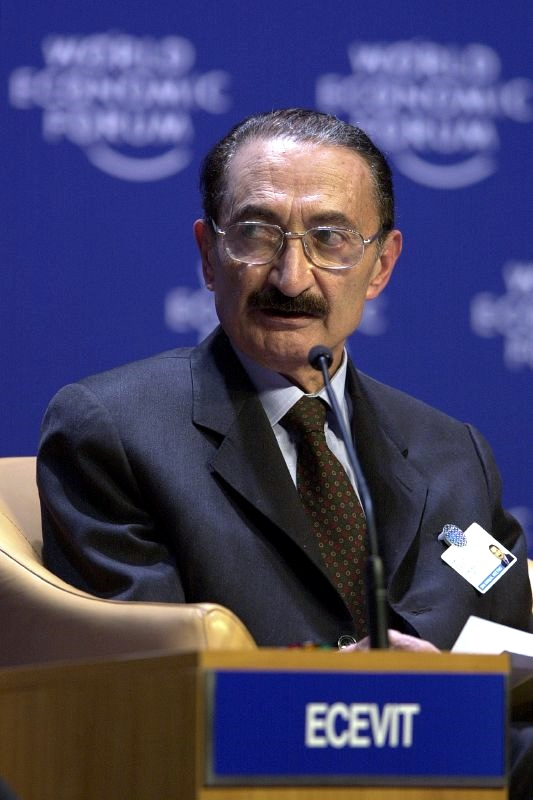
Bülent Ecevit, World Economic Forum 2000

Mustafa Bülent Ecevit (Istanboel, 28 mei 1925 – Ankara, 5 november 2006) was een Turkse journalist, dichter, publicist en politicus. Hij was enkele malen premier van Turkije.
Ecevit zat vanaf 1957 in het parlement voor de Republikeinse Volkspartij, waar hij tot de sociaaldemocratische vleugel behoorde. De partij was voor een scherpe scheiding van 'kerk' en staat (respectievelijk geestelijke en wereldlijke autoriteit) en verdere eigenschappen van het kemalisme. Hij was minister van Arbeid. Nadat de partij eind 1973 de verkiezingen had gewonnen, werd Ecevit – inmiddels partijvoorzitter – in 1974 premier. Hij gaf zodoende leiding aan het kabinet dat in juli 1974 besloot tot de Turkse invasie van Cyprus. Conflicten binnen de coalitieregering deden hem al in september 1974 aftreden.
In de zomer van 1977 en vervolgens in 1978-1979 was hij wederom korte tijd premier. Het politieke bestel was zeer instabiel: zowel de CHP als de Gerechtigheidspartij van Demirel had een aantal partijloze parlementsleden nodig voor een meerderheid. Deze partijlozen wisselden nogal eens van kamp, waarmee dan ook weer de regering wisselde. Bovendien werd het land geteisterd door aanslagen van linkse en rechtse extremisten.
Na de militaire staatsgreep in 1980 kregen de tegenstanders Ecevit en Demirel beiden een uitsluiting van politieke activiteiten. Het duurde tot 1999 eer Ecevit weer een bestuursfunctie kon bekleden. Eerder had hij zich afgesplitst van de Republikeinse Volkspartij en een nieuwe partij gevormd, de links-democraten DSP. Ecevit werd nu premier van een kabinet dat niet opgewassen bleek tegen de economische crisis waar Turkije in 2000 en 2001 in belandde. Wel werden belangrijke stappen gezet in de richting van het lidmaatschap van de Europese Unie, zoals allerlei aanpassingen van het strafrecht en iets meer culturele vrijheid voor de Koerden, nadat PKK-leider Abdullah Öcalan gevangengenomen was. Terwijl Ecevit met gezondheidsproblemen kampte, viel de coalitie in 2002 uiteen. Bij de verkiezingen die daarop werden gehouden, werden de traditionele partijen (waaronder Ecevits DSP) weggevaagd door de conservatieve AK-partij van Recep Tayyip Erdoğan. Nadat hij als gevolg van een hersenbloeding zes maanden in coma had gelegen, overleed Ecevit op 5 november 2006 op 81-jarige leeftijd.
İsmet İnönü · Ali Fethi Okyar · Celal Bayar · Refik Saydam · Şükrü Saracoğlu · Recep Peker · Hasan Saka · Şemsettin Günaltay · Adnan Menderes · Cemal Gürsel · Suat Hayri Ürgüplü · Süleyman Demirel · Nihat Erim · Ferit Melen · Naim Talu · Bülent Ecevit · Sadi Irmak · Bülent Ulusu · Turgut Özal · Yıldırım Akbulut · Mesut Yılmaz · Tansu Çiller · Necmettin Erbakan · Abdullah Gül · Recep Tayyip Erdoğan · Ahmet Davutoğlu · Binali Yıldırım
- Bibsys: 8027740
- Bibliothèque nationale de France: cb15070293p (data)
- CiNii: DA13767334
- Gemeinsame Normdatei: 120256606
- International Standard Name Identifier: 0000 0001 1466 7189
- Library of Congress Control Number: n50031846
- MusicBrainz: aa6acfe6-f280-4f6c-ae4c-14f5db61d09b
- Nationale Bibliotheek van Israël: 987007442391705171
- Nationale en Universitaire bibliotheek Zagreb: 000335671
- Nederlandse Thesaurus van Auteursnamen: 074149229
- LIBRIS: 184411
- Système universitaire de documentation: 083238131
- TDVİA: ecevit-mustafa-bulent
- Virtual International Authority File: 5218850
- WorldCat: E39PBJvRWj48Cdr6cJjjVgFHYP